# Marcel Proust

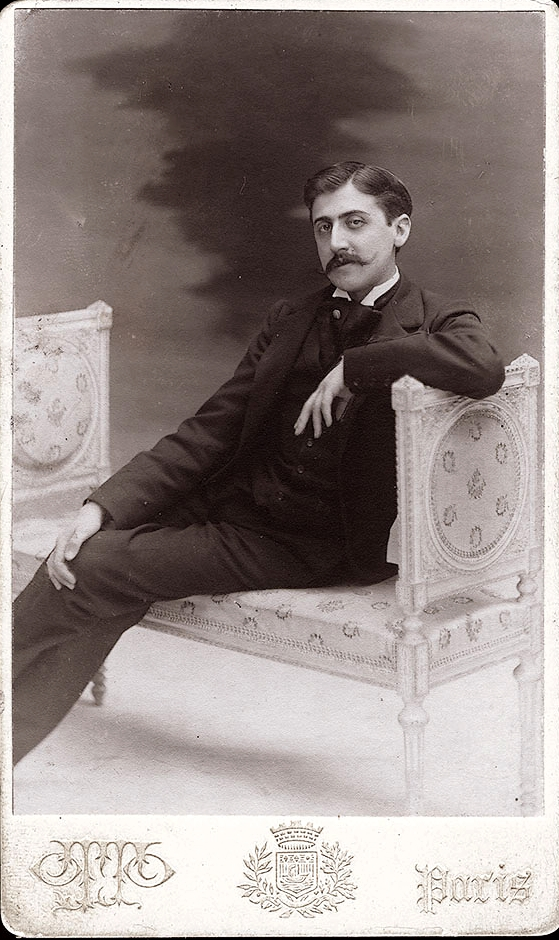
Marcel Proust (1895)

Valentin Louis Georges Eugène Marcel Proust ([maʁsɛl pʁust], 10. července 1871, Quartier d'Auteuil, Paříž – 18. listopadu 1922, Paříž) byl francouzský romanopisec, kritik a esejista. Nejvíce se proslavil monumentálním cyklem Hledání ztraceného času, který vyšel v sedmi dílech v letech 1913 až 1927.

## Život
Marcel Proust se narodil v roce 1871 v Auteuil v 16. pařížském obvodu v domě svého prastrýce dva měsíce poté, co frankfurtská smlouva formálně ukončila francouzsko-pruskou válku. Jeho narození bylo poznamenáno násilnostmi, které provázely potlačení Pařížské komuny a jeho dětství spadalo do období konsolidace Třetí republiky. Mnoho motivů z Hledání ztraceného času se dotýká rozsáhlých společenských změn, zejména úpadku aristokracie a vzestupu střední třídy, ke kterým došlo ve Francii během Třetí republiky a fin de siècle.
Otec Achille Adrien Proust byl prominentní patolog a epidemiolog, zodpovědný za opatření proti šíření cholery, autor mnoha článků a knih z oboru lékařství a hygieny. Matka Jeanne Clémence Weilová pocházela z bohaté a kultivované židovské rodiny z Alsaska. Byla sečtělá, její dopisy ukazují na dobře vyvinutý smysl pro humor. Díky své znalosti angličtiny mohla pomáhat synovi s překládáním próz Johna Ruskina.
V devíti letech postihla Prousta první vážná ataka astmatu a od té doby byl považován za neduživé dítě. Proust trávíval dlouhé prázdniny v Illiers. Tato vesnice a také dům Proustova prastrýce v Auteuil se staly předlohou pro smyšlené město Combray, kde se odehrávají některé důležité scény z Hledání ztraceného času. (U příležitosti stého výročí Proustova narození bylo Illiers přejmenováno na Illiers-Combray.)
V roce 1882, ve věku jedenácti let, se Proust stal žákem prestižního Lycée Condorcet. Vinou své nemoci ve škole často chyběl; přesto vynikal v literatuře a v posledním ročníku obdržel ocenění. Díky spolužákům získal přístup do salonů vyšší buržoazie, které mu poskytly bohatý materiál pro Hledání ztraceného času.
Přes své chabé zdraví Proust rok (1889–1890) sloužil dobrovolně ve francouzské armádě u 76. pěšího pluku v Orléans. Zážitek mu poskytl základ pro dlouhou epizodu ve Světě Guermantových. V této době také navštěvoval salony Madame Straus (vdovy po Georgesu Bizetovi a matky Proustova přítele z dětství Jacquese Bizeta) a Madame de Arman Caillavet (matku jeho přítele Gastona Armana de Caillavet, do jehož snoubenky Jeanne Pouquetové byl zamilován). Přes paní Arman de Caillavet se seznámil s Anatolem Francem, jejím milencem.
Aby vyhověl svému otci, který trval na tom, že syn se má věnovat kariéře, Proust v létě roku 1896 získal místo v Mazarinově knihovně. Většinu doby ale strávil na nemocenské neschopence a správa knihovny měla za to, že nakonec na svou pozici rezignoval.
Proust byl nepřiznaný homosexuál, jeden z prvních evropských romanopisců, který ve svých dílech vztahy mezi osobami stejného pohlaví otevřeně zobrazil.

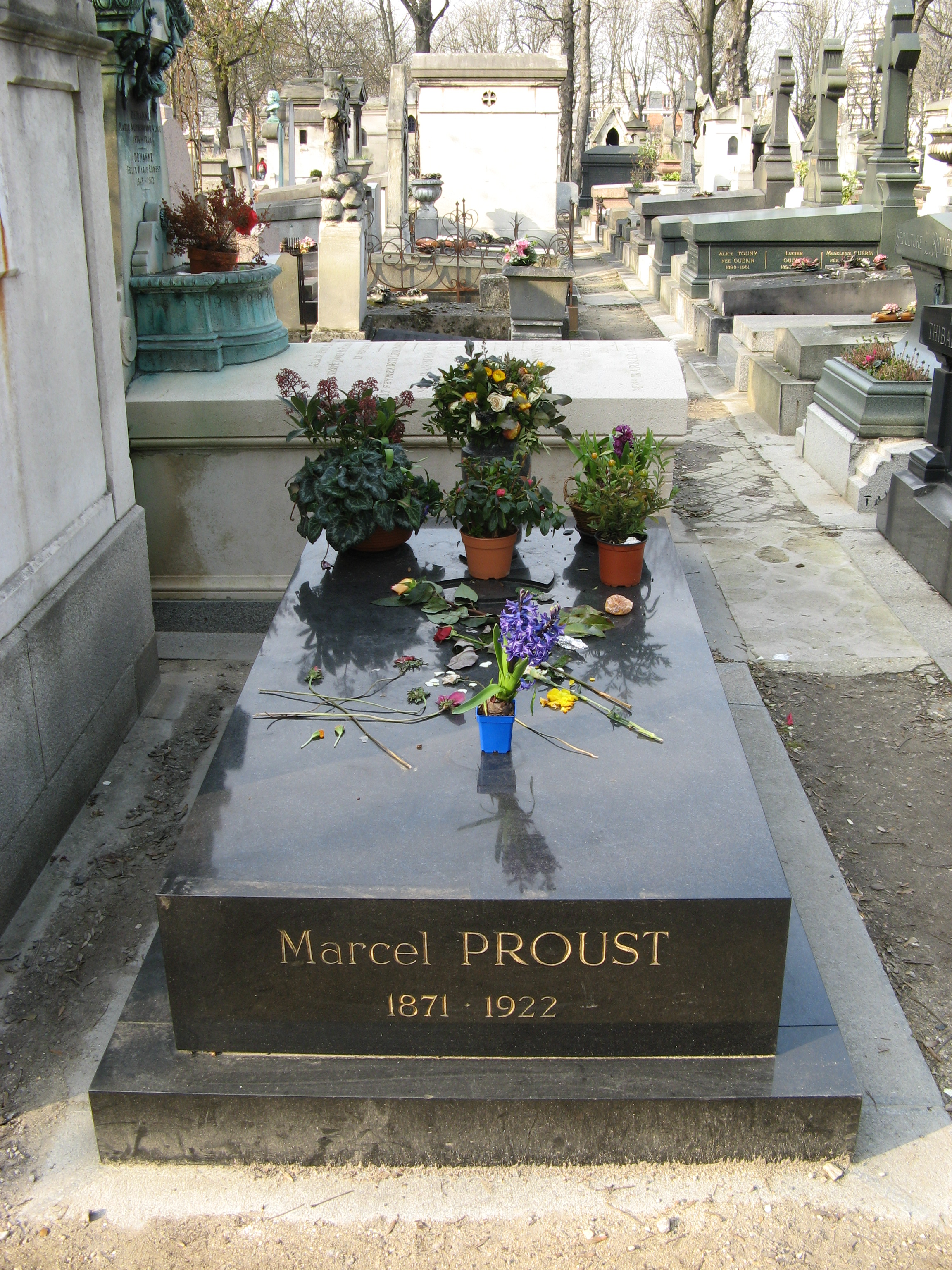
Hrob Marcela Prousta na pařížském hřbitově Père Lachaise.

Jeho život a rodinné prostředí se značně změnily v období mezi rokem 1900 a 1905. V únoru 1903 se Proustův bratr Robert oženil a opustil rodinný dům. Otec zemřel v listopadu téhož roku. Matka, k níž měl Proust silnou citovou vazbu, zemřela v roce 1905 a zanechala mu značné dědictví, které mu po zbytek života vystačilo jako hlavní zdroj financí.
Proustovo zdraví se dále zhoršovalo. Poslední tři roky svého života strávil většinou ve své ložnici obložené korkem; během dne spal (mj. kvůli silné alergii na denní světlo) a v noci pracoval na dokončení svého románu. Zemřel v důsledku zápalu plic v roce 1922 a byl pohřben na hřbitově Père Lachaise v Paříži.

## Dílo
Proust psal a publikoval od útlého věku. Kromě literárních časopisů, s nimiž byl spojen a v nichž publikoval za dob školních studií (La Revue verte a La Revue lilas), v letech 1890–1891 Proust otiskoval pravidelný společenský sloupek v časopise Le Mensuel. V roce 1892 se podílel na založení literární revue Le Banquet a během několika dalších let Proust pravidelně publikoval své drobné prózy v tomto časopise a v prestižní La Revue Blanche.
V roce 1896 byl pod názvem Les Plaisirs et les Jours (Rozkoše a dni) zveřejněn výbor z těchto raných děl. Kniha obsahovala předmluvu Anatola France, kresby Madame Lemaire a byla přepychově vypravena. Neměla však příliš velký úspěch.
Toho roku Proust také začal pracovat na románu, který byl nakonec vydán až posmrtně v roce 1952 pod názvem Jean Santeuil. Mnoho z témat později rozvinutých v Hledání ztraceného času našlo své první vyjádření v tomto nedokončeném díle, včetně tajemství paměti a nezbytnosti reflexe. Portrét rodičů je v Jean Santeuil docela krutý, což je v ostrém kontrastu ke zbožňování, se kterým jsou rodiče zobrazeni v Hledání ztraceného času. Po slabém přijetí Les Plaisirs et les Jours a potížích s řešením zápletky Proust na próze Jean Santeuil v roce 1899 přestal pracovat.
Od roku 1895 Proust věnoval několik let čtení Carlyla, Emersona a Ruskina. Prostřednictvím četby Proust začal prohlubovat své vlastní teorie umění a role umělce ve společnosti. Také v Čase znovu nalezeném Proustův hrdina vzpomíná, jak překládal Ruskinovo dílo Sesame and Lilies (Sezam a lilie).  Ruskinovo dílo bylo pro Prousta důležité; tvrdil, že zná nazpaměť několik Ruskinových knih, včetně The Seven Lamps of Architecture (Sedm lamp architektury), The Bible of Amiens (Amienská bible) a Praeterita.
Proust začal překládat do francouzštiny dvě Ruskinova díla, ale byl omezen nedokonalou znalostí angličtiny. Překlady byly skupinovým dílem: načrtnuty jeho matkou, revidovány Proustem, pak Marií Nordlingerovou (anglickou sestřenicí jeho přítele Reynalda Hahna), nakonec doladěny opět Proustem. Když byl tázán na svou překladatelskou metodu, Proust odpověděl: „Nechci tvrdit, že znám angličtinu; tvrdím, že znám Ruskina.“
The Bible of Amiens, s rozsáhlým Proustovým úvodem, vyšla ve francouzštině v roce 1904. Jak překlad, tak úvod byly velmi dobře hodnoceny; Henri Bergson považoval Proustův úvod za „důležitý příspěvek k Ruskinově psychologii“ a podobně pochválil i překlad. V době vydání této publikace Proust už pracoval na překladu Ruskinovy Sesame and Lilies, který dokončil v červnu 1905, těsně před smrtí matky, a publikoval v roce 1906.
K těm, kdo Prousta (vedle Ruskina) nejvíce ovlivnili, patří Louis de Rouvroy de Saint-Simon, Montaigne, Stendhal, Flaubert, George Eliot, Fjodor Dostojevskij a Lev Tolstoj.
Rok 1908 byl důležitý pro růst Prousta jako spisovatele. V první polovině roku publikoval v různých časopisech pastiše jiných spisovatelů. Kromě toho na jaře a v létě roku Proust začal pracovat na několika fragmentech próz, které později splynuly pod pracovním názvem Contre Saint-Beuve. Proust psal v dopise příteli: „Pracuji na: studii o šlechtě, pařížském románu, eseji o Sainte-Beuvovi a Flaubertovi, eseji o ženách, eseji o pederastii (nebude snadné ji publikovat), studii o vitráži, studii o náhrobních kamenech, studii o románu.“
Z těchto různorodých fragmentů Proust začal utvářet román, na kterém pak během tohoto období pracoval nepřetržitě. Hrubý náčrt práce se soustředil na vypravěče v první osobě, trpícího nespavostí, který v noci vzpomíná, jak jako dítě čekal na svou matku, až k němu ráno přijde. Román měl končit kritikou Sainte-Beuva a odmítnutím jeho teorie, že nejdůležitějším zdrojem pro pochopení umělcovy práce je životopis. Potíže s hledáním vydavatele, stejně jako postupně se měnící pojetí románu, přiměly Prousta přejít k podstatně jinému projektu, který ovšem obsahoval mnoho shodných témat a prvků. V roce 1908 začal spisovatel pracovat na Hledání ztraceného času.

### Hledání ztraceného času
Román Hledání ztraceného času (francouzsky: À la recherche du temps perdu) vznikal od roku 1908 a s přestávkami byl upravován až do Proustovy smrti. Skládá se ze sedmi dílů o celkovém rozsahu přibližně 3200 stran. První díl vyšel roku 1913, přičemž ovšem nakladatel, jediný, který Prousta neodmítl, si vymínil, že vydání knihy zaplatí autor ze svého. Za druhý díl obdržel Proust v roce 1919 Goncourtovu cenu. Do Proustovy smrti v roce 1922 vyšly čtyři díly. Po jeho smrti byly publikovány ještě tři. Za definitivně dokončené se považují pouze první čtyři svazky, u kterých autor stačil před svou smrtí zapracovat všechny korektury. Již v roce 1927 vyšel první český překlad. Roku 1984 byl první díl zfilmován s Jeremym Ironsem a Ornellou Mutiovou v hlavních rolích.
1. Du côté de chez Swann (Svět Swannových), 1913
2. À l’ombre des jeunes filles en fleurs (Ve stínu kvetoucích dívek), 1918
3. Le Côté de Guermantes (Svět Guermantových), 1920/1921
4. Sodome et Gomorrhe (Sodoma a Gomora), 1921/1922
5. La Prisonnière (Uvězněná), 1923
6. Albertine disparue (Zmizelá Albertina), 1925
7. Le Temps retrouvé (Čas znovu nalezený), 1927

Literární kritika obvykle soudí, že postavy románu měly své reálné předobrazy. K nejdiskutovanějším patří postava Charlese Swanna, jemu měl být inspirací židovský burzovní makléř Charles Haas. I Swann je Židem a složitost této postavy některé vykladače dokonce přiměla k úvahám o Proustově antisemitismu. Podle jiných je však Charles Swann jednou z nejautobiografičtějších postav románu, v níž se Proust vyrovnává s vlastním židovstvím, probuzeným Dreyfusovou aférou. K dalším známým předobrazům patří spisovatel Anatole France, který se v románu objevuje jako spisovatel Bergotte, nebo básník Robert de Montesquiou, jenž má být románovým hrdinou nazývaným baron de Charlus. I v této postavě jsou ale patrně rysy autobiografické, neboť baron je homosexuálem. Pozornost literárních historiků a kritiků také vyvolává zvláštní vztah Prousta k aristokracii, který je patrný mj. právě u postavy Charluse.

## Česká vydání
- Hledání ztraceného času. Odeon, Praha 1927–1930, překlad Jaroslav Zaorálek, Jaroslava Vobrubová-Koutecká, Miroslav Jirda a Bohumil Mathesius (devítisvazkové vydání)
- Radosti a dny. Odeon, Praha 1927
- Swannova láska. SNKLU, Praha 1964, překlad Josef Heyduk
- Hledání ztraceného času. Odeon, Praha 1979–1988, překlad Prokop Voskovec a Jiří Pechar (šestisvazkové vydání)
- Eseje: Zamyšlení nad Sainte-Beuvem. Votobia, Olomouc 1996, překlad Věra Dvořáková
- Myšlenky. Votobia, Olomouc 1996, překlad Jiří Pechar
- Swannova láska. Mladá fronta, Praha 1997
- Dnové četby. Vetus via, Brno 1999
- Hledání ztraceného času. Levné knihy, Praha 2007
- Jean Santeuil. Academia, Praha 2009, překlad Michal Novotný
- Hledání ztraceného času. Rybka publishers, Praha 2012, překlad Jiří Pechar a Prokop Voskovec (sedmisvazkové vydání)
- Swannova láska. Garamond, Praha 2017